# Amorgos (gmina)
Amorgos (gr. Δήμος Αμοργού, Dimos Amorgu) – gmina w Grecji, w administracji zdecentralizowanej Wyspy Egejskie, w regionie Wyspy Egejskie Południowe, w jednostce regionalnej Naksos. W jej skład wchodzi między innymi wyspa Amorgos. Siedzibą gminy jest Amorgos. W 2011 roku liczyła 1973 mieszkańców.